# Grottes d'Udayagiri
Le site des grottes d'Udayagiri regroupe vingt grottes aux parois sculptées situées près de Vidisha, dans l'État du Madhya Pradesh, en Inde du Nord. C'était un lieu de culte datant des premiers temps de l'hindouisme et constitue l'un des plus importants sites archéologiques en Inde de la période Gupta.
Également touristique, le site est sous la protection de l'Archaeological Survey of India.

## Situation

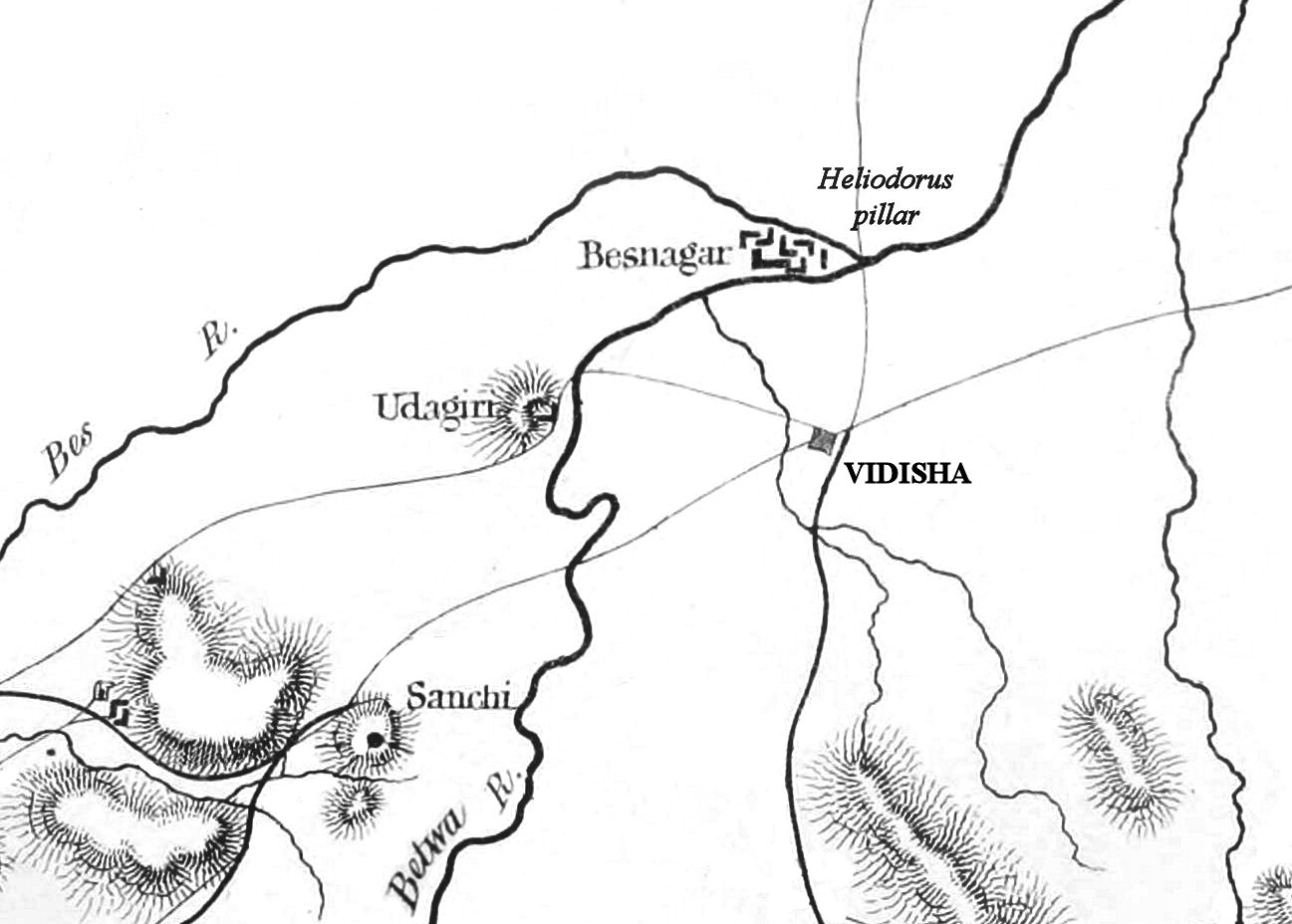
Les grottes d'Udayagiri (ici "Udagiri"), par rapport à Besnagar, Vidisha et Sanchi.

Les grottes sont situées sur un important plateau en forme de "U" à proximité de la rivière Betwâ, à une courte distance des remparts de terre de l'ancienne Besnagar, à environ 4 km de la ville moderne de Vidisha et à 13 km du site bouddhiste de Sanchi.

## Description
Udayagiri est principalement connu pour sa série de sanctuaires rupestres creusés dans une colline à la fin du IVe siècle et au début du Ve siècle de notre ère sous la dynastie Gupta, lors des règnes de Chandragupta II (c. 375-415) et Kumâragupta Ier (c. 415-55). La sculpture la plus célèbre des grottes est la sculpture monumentale de Varâha à la tête de sanglier, le troisième avatar de Vishnou.
Certains historiens pensent que le pilier de fer de Delhi, qui ne rouille jamais, se trouvait à l’origine à Udayagiri. Selon l’inscription qui y figure, Udayagiri s’appelait Viṣṇupadagiri, le 'mont des empreintes de pied de Viṣṇu' au Ve siècle. Cette hypothèse semble confirmée par une inscription de la cave 19, selon laquelle le dévot qui a restauré le sanctuaire s’incline aux pieds de Viṣṇu'.
En plus de ces vestiges, sur le site d'Udayagiri se trouvent une série d'abris sous roche et de pétroglyphes, des bâtiments en ruines, des inscriptions, des systèmes hydrauliques et des fortifications, qui n'ont été que partiellement étudiés.